# Blake Lively

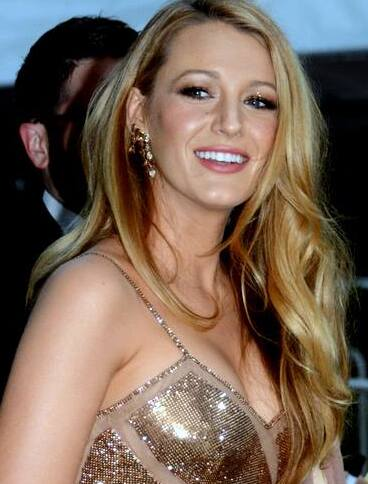
Blake Lively, 2016

Blake Ellender Lively (* 25. August 1987 in Tarzana, Los Angeles, Kalifornien als Blake Ellender Brown) ist eine US-amerikanische Schauspielerin und Model.

## Leben und Karriere
Blake Lively ist die Tochter der Schauspieler Elaine und Ernie Lively. Sie hat einen Bruder namens Eric, zwei Halbschwestern (Lori und Robyn) und einen Halbbruder (Jason). Sowohl ihre Eltern als auch ihre Geschwister sind oder waren in der Filmbranche tätig.
Ihre erste Rolle spielte Lively 1998 in dem Film Sandman. 2005 war sie in der Komödie Eine für 4 neben Alexis Bledel, Amber Tamblyn und America Ferrera in ihrer ersten Hauptrolle zu sehen. 2006 spielte sie eine Rolle in dem Film S.H.I.T. – Die Highschool GmbH und war 2008 in der Fortsetzung von Eine für 4, Unterwegs in Sachen Liebe zu sehen. Zwischen 2007 und 2012 spielte sie Serena van der Woodsen in der US-amerikanischen Fernsehserie Gossip Girl. Durch diese Rolle erlangte Lively internationale Bekanntheit. Lively wird seither häufig über ihren Serien-Charakter definiert. Nach dem Ende der Serie im Jahr 2012 war sie bis 2018 in einem halben Dutzend Filmen zu sehen.
Parallel zu ihrer Fernsehkarriere stand sie für die Dramen Pippa Lee (2009) und New York, I Love You (2009) vor der Kamera. 2010 spielte sie in dem Thriller The Town – Stadt ohne Gnade mit. Für ihre Leistung in dem Film wurde sie unter anderem von der San Diego Film Critics Society als Beste Nebendarstellerin nominiert. Im Film Green Lantern (2011) spielt sie die weibliche Hauptrolle. 2011 war Lively das Gesicht der Mademoiselle-Handtaschenlinie von Chanel, für die Designer Karl Lagerfeld sie fotografierte. Im Oktober 2013 wurde Lively als neue Markenbotschafterin für L’Oréal vorgestellt.
2010 war sie im Musikvideo zum Lied I Just Had Sex von The Lonely Island und Akon zu sehen.
Von 2007 bis 2010 war Lively mit ihrem Serienkollegen Penn Badgley liiert, den sie beim Dreh von Gossip Girl kennengelernt hatte. 2011 hatte sie eine kurzzeitige Liaison mit Leonardo DiCaprio. Am 9. September 2012 heiratete Lively nach elf Monaten Beziehung den kanadischen Schauspieler Ryan Reynolds. Die Trauung fand unter Ausschluss der Öffentlichkeit auf der Boone-Hall-Plantage in Mount Pleasant im US-Bundesstaat South Carolina, statt. 2014, 2016, 2019 und 2023 wurden sie jeweils Eltern. Sie haben drei Töchter und einen Sohn.
2018 wurde Lively in die Academy of Motion Picture Arts and Sciences berufen, die jährlich die Oscars vergibt.
Im Jahr 2024 sah sich Blake Lively während der Promotion des Films Nur noch ein einziges Mal erheblicher Kritik ausgesetzt. Der Film, der häusliche Gewalt thematisiert, wurde von Lively in einer Weise beworben, die viele als unangemessen empfanden. Insbesondere wurde ihre „leichtfertige, humorvolle“ Haltung bemängelt, ebenso wie die gleichzeitige Bewerbung ihrer neuen Haarpflegelinie und der Getränkemarke ihres Ehemanns Ryan Reynolds während der Pressetour. Einige empfanden dies als unsensibel gegenüber der Thematik des Films.
Zusätzlich wurde über Spannungen zwischen Lively und ihrem Co-Star sowie Regisseur Justin Baldoni berichtet. Angeblich kam es während der Postproduktion des Films zu Meinungsverschiedenheiten, die zu getrennten Presseterminen führten und Spekulationen über ein angespanntes Verhältnis zwischen den beiden nährten.
Im Dezember 2024 erhob Blake Lively schließlich schwere Vorwürfe gegen Baldoni. Sie reichte eine Klage wegen sexueller Belästigung und anderer Vorkommnisse beim California Civil Rights Department ein. Lively beschuldigte Baldoni, während der Dreharbeiten unerwünschte Küsse improvisiert und eine feindselige Arbeitsumgebung durch unangemessene sexuelle Kommentare geschaffen zu haben. Baldoni erklärte, mit einer Gegenklage reagieren zu wollen. Der Rechtsstreit hat zu einer intensiven öffentlichen Auseinandersetzung geführt.

## Filmografie (Auswahl)
- 1998: Sandman
- 2005: Eine für 4 (The Sisterhood of the Traveling Pants)
- 2006: S.H.I.T. – Die Highschool GmbH (Accepted)
- 2006: Simon Says
- 2007: Elvis and Annabelle
- 2007–2012: Gossip Girl
- 2008: Eine für 4 – Unterwegs in Sachen Liebe (The Sisterhood of the Traveling Pants 2)
- 2009: New York, I Love You
- 2009: Pippa Lee (The Private Lives of Pippa Lee)
- 2010: The Town – Stadt ohne Gnade (The Town)
- 2011: Green Lantern
- 2011: Runaway Girl (Hick)
- 2012: Savages
- 2015: Für immer Adaline (The Age of Adaline)
- 2016: Café Society
- 2016: The Shallows – Gefahr aus der Tiefe (The Shallows)
- 2016: All I See Is You
- 2018: Nur ein kleiner Gefallen (A Simple Favor)
- 2020: The Rhythm Section – Zeit der Rache (The Rhythm Section)
- 2024: IF: Imaginäre Freunde (IF, Stimme)
- 2024: Deadpool & Wolverine (Stimme)
- 2024: Nur noch ein einziges Mal (It Ends with Us)
- 2025: Nur noch ein kleiner Gefallen (Another Simple Favor)

## Auszeichnungen
- 2005: Teen Choice Award – Choice Movie Breakout Performance Female für Eine für 4 – nominiert
- 2008: Newport Beach Film Festival Achievement Award – Breakout Performance für Elvis and Anabelle – gewonnen
- 2008: Teen Choice Award – Choice TV Actress: Drama für Gossip Girl – gewonnen
- 2008: Teen Choice Award – Choice TV Breakout Performance für Gossip Girl – gewonnen
- 2009: Teen Choice Award – Choice TV Actress: Drama für Gossip Girl – nominiert
- 2009: Prism Award – Performance in a Drama Episode für Gossip Girl – nominiert
- 2009: Astra Award – Favourite International Personality or Actor für Gossip Girl – nominiert
- 2010: Teen Choice Award – Choice TV Actress: Drama für Gossip Girl – nominiert
- 2010: National Board of Review – Best Ensemble Cast für The Town – Stadt ohne Gnade – gewonnen
- 2010: San Diego Film Critics Society – Best Supporting Actress für The Town – nominiert
- 2010: Washington D.C. Area Film Critics Association – Best Ensemble für The Town – gewonnen
- 2011: Elli Style Award – Bester TV-Star – gewonnen
- 2011: Teen Choice Award – Choice TV Actress: Drama für Gossip Girl – gewonnen
- 2017: People Choice Award – Beliebteste Drama-Schauspielerin für The Shallows – Gefahr aus der Tiefe – gewonnen